# IPhone 5c
iPhone 5C er en smartphone udviklet af Apple Inc. og er del i en ny generation af mid-end iPhones. Apple præsenterede modellen, den 10 september 2013 i Cupertino ved Apple Campus. iPhone 5C fås med enten 8, 16 eller 32 GB hukommelse.

## Design
iPhone 5C er den første iPhone, der er lavet i en lang række farver. iPhone 5c kan fås i hvid, blå, gul, pink og grøn. Alle med sort forside. iPhone 5C's bagside er lavet af hårdt plastic, som de ældre iPhones er (iPhone, iPhone 3G og iPhone 3GS).